# Daihatsu Mira Tocot
Daihatsu Mira Tocot (яп. ダイハツ・ミラトコット, хепбёрн Daihatsu Mira Tokotto) — кей-кар, выпускавшийся с 2018 по 2023 год японской компанией Daihatsu.

## Описание
Daihatsu Mira Tocot, основанный на LA350 Mira e:S, запущен в производство в июне 2018 года в роли преемника Mira Cocoa и Mira. Название Tocot происходит от фраз «To Character» (выражение собственной индивидуальности), «To Comfortness» (безопасность, защищённость и лёгкость вождения) и «To Convenience» (удобство использования).
В декабре 2023 года автомобиль был снят с производства.

## Технические характеристики
Daihatsu Mira Tocot оснащался трёхцилиндровым бензиновым двигателем KF-VE объёмом 658 см3, мощностью 38 кВт (51 л. с.) и крутящим моментом 60 Н⋅м. Коробка передач — вариатор.

## Галерея

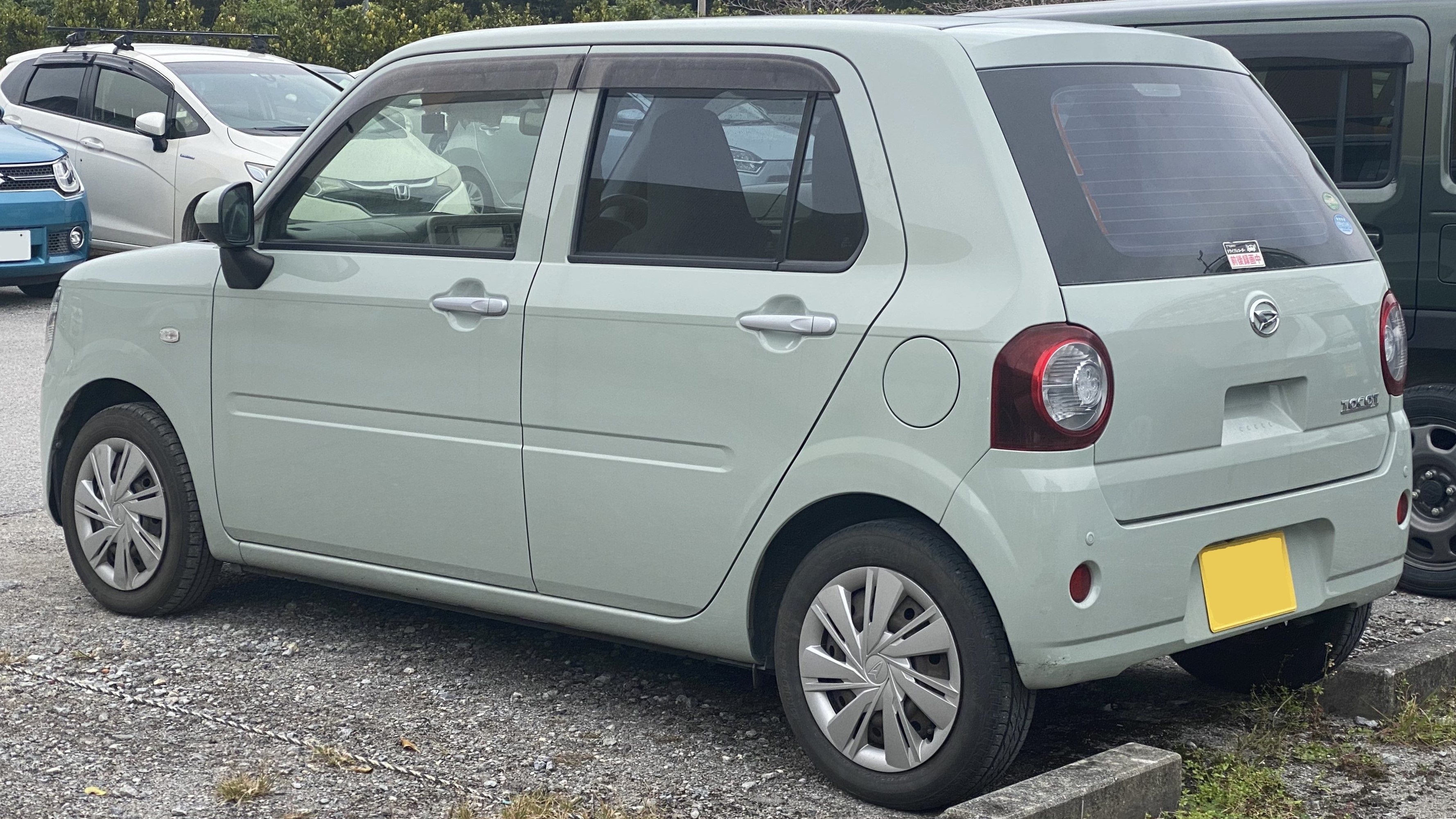
2018 Mira Tocot L SA III (LA550S)
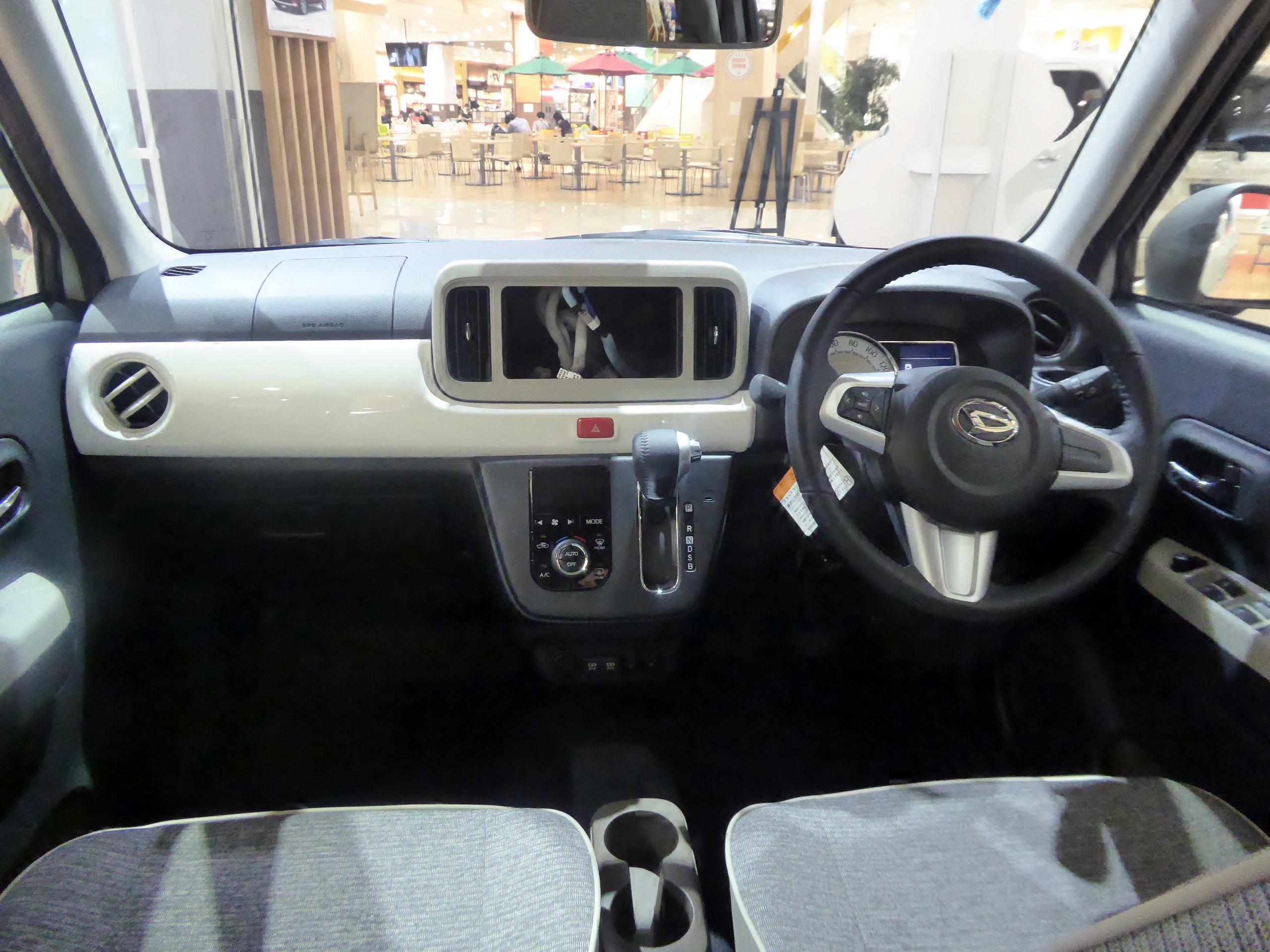
Интерьер